# شهدخوار سینه‌قرمز
شهدخوار سینه‌قرمز (نام علمی: Chalcomitra senegalensis) نام یک گونه از تیره شهدخواران است که در آنگولا، بنین، بوتسوانا، بورکینافاسو، بوروندی، کامرون، جمهوری آفریقای مرکزی، چاد، جمهوری دموکراتیک کنگو، ساحل عاج، اریتره، اتیوپی، گامبیا، غنا، گینه، گینه بیسائو، کنیا، مالاوی، مالی، موریتانی، موزامبیک، نامیبیا، نیجر، نیجریه، رواندا، سنگال، سیرالئون، آفریقای جنوبی، سودان، سوازیلند، تانزانیا، توگو، اوگاندا، زامبیا و زیمبابوه یافت می‌شود.